# Пересічне
Пересічне (з 1950-х по 2013 роки — Пересічна) — селище в Україні, у Солоницівській громаді Харківського району Харківської області.

## Географічне розташування
Селище Пересічне знаходиться за 20 км від Харкова на лівому березі річки Уди, вище за течією примикає до селища Південне, нижче за течією на відстані 1 км — смт Солоницівка, за 2 км — колишнє смт Гаврилівка, на протилежному березі — селище Курортне та колишнє село Баси, у селищі три залізничні станції — Пересічна, Платформа 224 км, Курортна. Через селище проходить автомобільна дорога Т 2106 Харків — Суми.

## Історичні відомості

Пересічне на мапі 1783 року

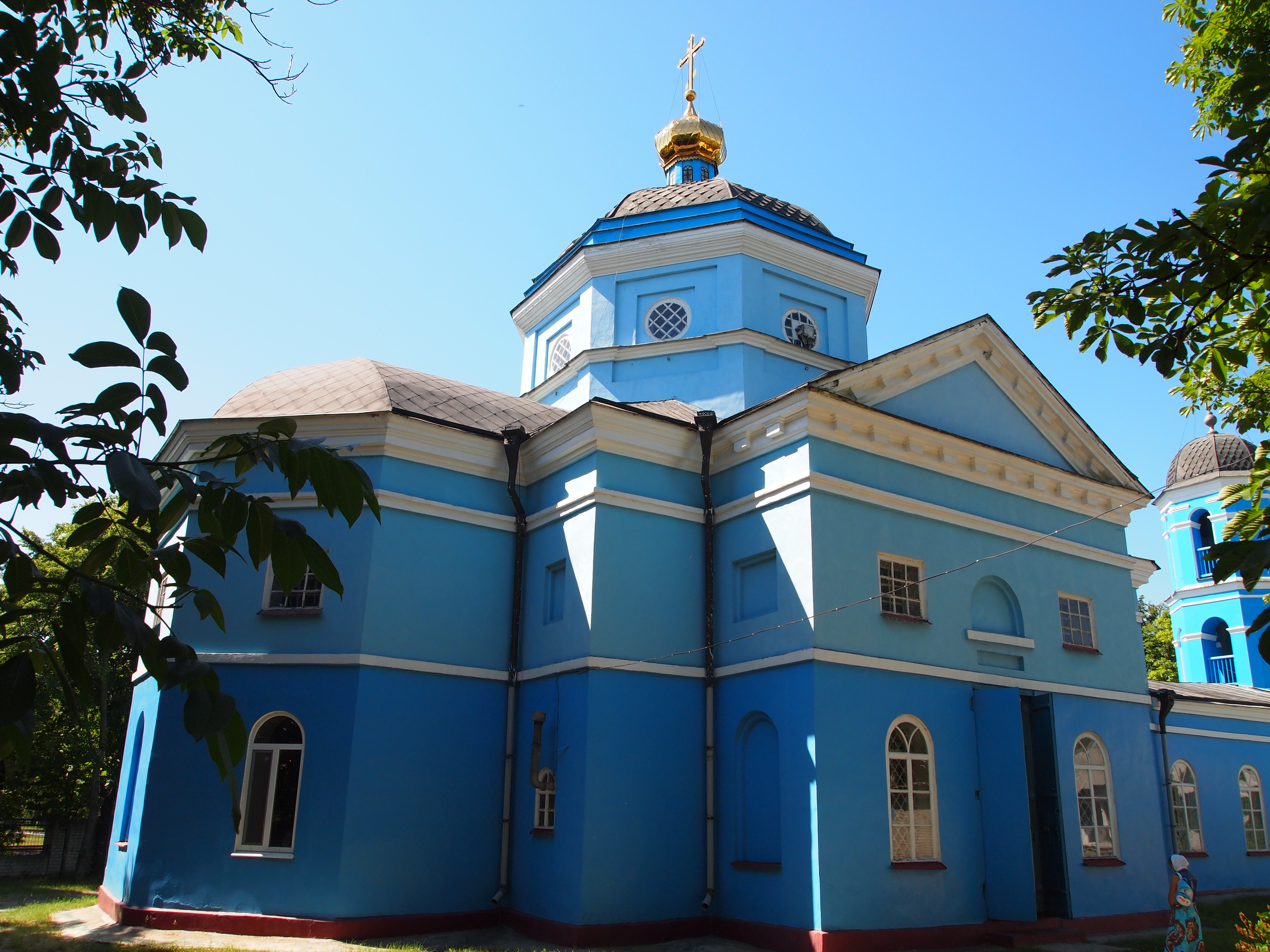
Михайлівська церква

У XVIII столітті Пересічне було сотенним містечком (центром Пересічанської сотні) Харківського слобідського козацького полку; на сотницькій посаді тут перебували представники старшинського роду Головацьких. З 1765 р. Пересічне — казенна слобода Вільшанського комісарства, з 1779 р. — Харківського повіту Харківського намісництва. Станом на 1779 рік у слободі налічувалося 707 мешканців (703 «військові обивателі» і 4 «власницькі піддані»).
За даними на 1864 рік у казенному селі, центрі Пересічнянської волості Харківського повіту, мешкало 1875 осіб (933 чоловічої статі та 942 — жіночої), налічувалось 280 дворових господарств, існувала православна церква, відбувались базари.
Станом на 1914 рік кількість мешканців зросла до 5400 осіб.
Селище постраждало внаслідок геноциду українського народу, проведеного урядом СССР в 1932—1933 роках, кількість встановлених жертв — 350 людей.
З 1950-х років уживалася назва Пересічна.

## Сучасний стан
Селище міського типу Пересічне є центром Пересічанської селищної ради, до складу якої входять також селища Березівське та Курортне. У селищі мешкають 7286 громадян (2013). Функціонують загальноосвітня школа І-ІІІ ступенів, 2 дитячих дошкільних заклади, амбулаторія загальної практики сімейної медицини, 2 лікувально-оздоровчі заклади та 3 аптеки, будинок культури, історико-краєзнавчий музей, бібліотека, 7 промислових підприємств та 3 фермерські господарства, будинок побуту, 4 АЗС, відділення поштового зв'язку, розгалужена мережа побутового обслуговування мешканців.
16 квітня 2013 року рішенням Верховної Ради України селищу повернено історичну назву Пересічне.

## Населення

### Мова
Розподіл населення за рідною мовою за даними :
| Мова            | Кількість | Відсоток |
| --------------- | --------- | -------- |
| українська      | 6742      | 93.95%   |
| російська       | 390       | 5.44%    |
| ромська         | 22        | 0.31%    |
| вірменська      | 12        | 0.17%    |
| білоруська      | 2         | 0.03%    |
| інші/не вказали | 8         | 0.10%    |
| Усього          | 7176      | 100%     |

## Пам'ятки

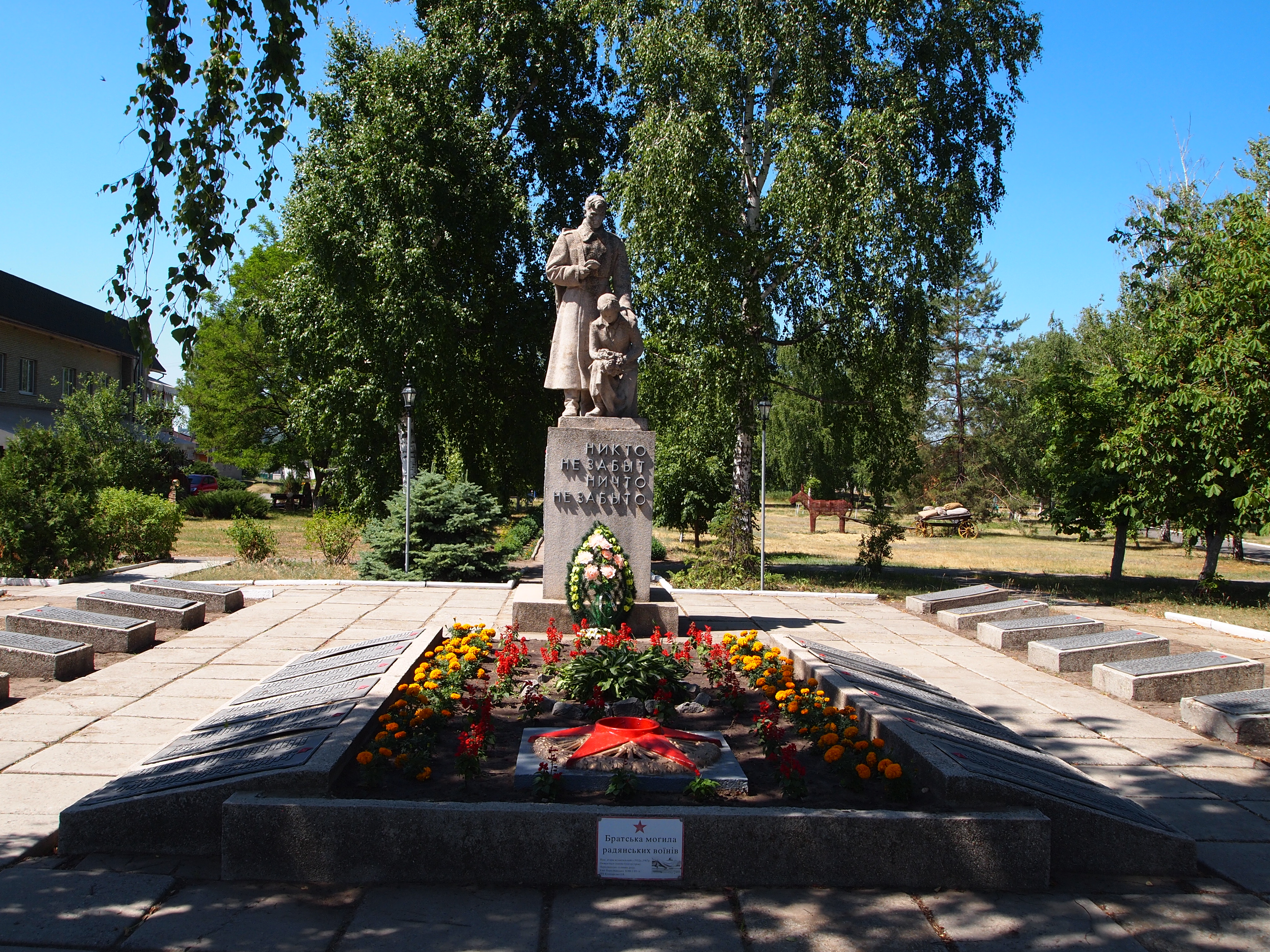
Братська могила радянських воїнів

- Церква Архангела Михаїла, 1821 року
- Історико-краєзнавчий музей
- Пам'ятник Т. Г. Шевченко
- Пам'ятник чорнобильцям
- Братська могила радянських воїнів
- Пам'ятник воїнам-інтернаціоналістам

## Персоналії
Уродженці села:
- Колодій Сергій Володимирович (1981—2014) — капітан Збройних сил України, командир роти механізованого батальйону 93 ОМБр, учасник російсько-української війни, позивний «Рубіж». Герой України (посмертно). Один із «кіборгів».
- Пакало Олексій Іванович (1984—2014) — сержант ЗСУ, учасник російсько-української війни, лицар ордена «За мужність»
- Кудайназар Саіпов (1979—2014) — солдат ЗСУ, учасник російсько-української війни, лицар ордена «За мужність»;
- Петро Коваленко (1909—1943) — Герой Радянського Союзу.

## Також
- Перелік населених пунктів, що постраждали від Голодомору 1932-1933, Харківська область